# Platyceps largeni
Platyceps largeni là một loài rắn trong họ Rắn nước. Loài này được Schätti mô tả khoa học đầu tiên năm 2001.